# دادلی پاوند
دادلی پاوند (انگلیسی: Dudley Pound; ۲۹ اوت ۱۸۷۷ – ۲۱ اکتبر ۱۹۴۳) افسر ارشد بریتانیایی نیروی دریایی سلطنتی بود. او در جنگ جهانی اول به عنوان فرمانده کشتی جنگی خدمت کرد و در نبرد جوتلند با موفقیت قابل توجهی شرکت کرد و در غرق شدن رزم‌ناو آلمانی ویسبادن نقش داشت.
او در چهار سال اول جنگ جهانی دوم به عنوان لرد نخست دریا، رئیس حرفه‌ای نیروی دریایی سلطنتی، خدمت کرد. در این نقش، بزرگترین دستاورد او مبارزه موفقیت‌آمیزش علیه زیردریایی‌های آلمانی و پیروزی در نبرد اقیانوس اطلس بود، اما قضاوت او به دلیل شکست در مبارزه نروژ در سال ۱۹۴۰ و اخراج دریاسالار دادلی نورث در سال ۱۹۴۰ مورد سوال قرار گرفته است. دستور او در ژوئیه ۱۹۴۲ برای پراکنده کردن کاروان پی‌کیو ۱۷ و عقب‌نشینی نیروهای پوششی آن، برای مقابله با تهدید احتمالی (هرچند هرگز اتفاق نیفتاد) از سوی کشتی‌های سطحی سنگین آلمان، منجر به نابودی کاروان توسط زیردریایی‌ها و هواپیماها شد و به روابط با متحد روسیه که منتظر تدارکات کاروان بود، آسیب رساند. سلامتی او در سال ۱۹۴۳ رو به وخامت گذاشت و استعفا داد و اندکی پس از آن درگذشت.